# كان ميتشيل
كان ميتشيل (بالإنجليزية: Kane Mitchell)‏ هو لاعب كرة قدم أسترالية أسترالي، ولد في 1 ديسمبر 1989.

## وصلات خارجية
- كان ميتشيل على موقع AustralianFootball.com (الإنجليزية)
- كان ميتشيل على موقع AFLtables.com (الإنجليزية)